# دشت قبچاق
دشت قبچاق یا دشت کومانی دشت و ناحیه‌ای است در شمال دریای خزر که طایفهٔ منسوب بدان را قبچاق‌ها گویند و حدود ۲۴۰ سال در این دشت زندگی کردند. دشت قبچاق مدت زیادی محل استقرار تُرکان خزر بوده‌است. این مکان همچنین محل سکونت سلجوقیان پیش از در دست گرفتن قدرت توسط آنان و فرمانروایی بر کشور ایران بود، که در این مکان به گله‌داری و کوچرویی مشغول بودند. پس از روی کار آمدن چنگیزخان مغول و تسلط مغولان بر این سرزمین، در هنگام تقسیم ممالک اشغال شده توسط خان مغول، چنگیزخان، دشت قبچاق به پسر ارشدش جوچی‌خان بخشید و جوچی‌خان و پسرش باتوخان و فرزندان او در آن ناحیه به سر برده و به فرمانروایی پرداختند.

## قبچاق شرقی و غربی
بنابر گفتهٔ تاریخ‌نویسان، تا سال ۹۲۹ ه‍.ق فرزندان جوچی در دشت مزبور حکمرانی کرده و دشت قبچاق را به دو قسمت تقسیم کردند که دشت قبچاق شرقی یعنی ناحیهٔ بین درهٔ سفلای سیردریا و کوه‌های اولوق داغ (کوه بزرگ) و کوچک داغ (کوه کوچک) که محدود بود از مغرب به مساکن قبایل گوگ (کبود) اردو، مطیع باتو از شمال به مساکن ازبکان مطیع شیبان از مشرق به خانات اولوس جغتای، از جنوب به ریگزار قزل قوم و کوه‌های الکساروسکی. و دشت قبچاق غربی، یعنی ناحیه‌ای که رودهای دن و رود ولگا آن را مشروب می‌سازد و محدود بود از مشرق به کوه‌های اورال از مغرب به رود دنیپر از شمال به دریای خزر و از جنوب به دریای سیاه. قومی از قبچاقی‌ها ترکان قنقلی بودند و ترکان خاتون (مادر محمد خوارزمشاه) از ترکان قنقلی بوده‌است.